# Benriya Saitō-san, Isekai ni Iku
Benriya Saitō-san, Isekai ni Iku (jap.: 便利屋斎藤さん、異世界に行く) ist eine Mangareihe von Mangaka Kazutomo Ichitomo, die seit 2018 in Japan erscheint. Die Geschichte wurde 2023 als Anime umgesetzt, der international als Handyman Saitou in Another World bekannt wurde. 

## Inhalt
Der junge Handwerker Saitou wird eines Tages nach einem plötzlichen Verkehrsunfall in eine Fantasy-Welt versetzt – direkt in die Arme der Kriegerin Raelza. Diese bildet zusammen mit dem Magier Morlock und der Elfe Lafanpan eine Abenteurer-Gruppe, die nach Schätzen sucht und gegen Monster kämpft. Der zunächst hilflose Saitou wird von ihnen aufgenommen und erweist sich mit seinen Fertigkeiten als ausgesprochen nützlich. Er kann nicht nur die Schlösser von Verließtüren und Schatzkisten öffnen, sondern ihnen auch allerlei reparieren oder anfertigen. In seinem früheren Leben als Handwerker eines Reparatur- und Schlüsseldienstes wurde der sehr geschickte Saitou oft herablassend behandelt, war sich der Nutzen seiner Arbeit unsicher und hat daher nur wenig Selbstwertgefühl. Auch in der Gruppe befällt ihn bald der Eindruck, den anderen nur ein Klotz am Bein zu sein, da er nicht kämpfen kann. Doch Raelza, Lafanpan und Morlock versichern ihm, dass er sehr wertvoll für sie ist und dass sie in ihm auch einen Freund sehen. Realza hat sich, auch wenn sie es nicht zugeben will, sogar in ihn verliebt. Nach einiger Zeit hat Saitou noch eine weitere Funktion: er lernt die Zaubersprüche des vergesslichen Morlock auswendig, um in der Not seinem Gedächtnis auf die Sprünge zu helfen.
Bei ihren Abenteuern in den Verliesen und Dungeons trifft die Gruppe andere Abenteurer, die ihnen nicht immer freundlich gesinnt sind. Dann entdecken sie eines Tages einen verborgenen Gang, der in einen neuen Teil des Dungeon führt, weil sie einem Staubsaugerroboter aus Saitous Welt hinterherjagen. In der Welt bricht ein Schatzsuchfieber aus und eine große Zahl an Abenteurern strömt zu dem Dungeon, um das neue Gebiet zu erkunden. Auch die Gruppe um Saitou will sich das nicht entgehen lassen – sie haben als Entdecker sogar kostenlosen Eintritt erhalten. Doch hier lauern neue Monster und andere Gefahren, da manche der Abenteurer die anderen angreifen. Den Freunden kommen im Kampf aber auch jene zu Hilfe, die sie in der Vergangenheit kennengelernt haben. Außerdem finden sie in diesem Teil des Dungeon weitere Relikte, die aus Saitous Welt in diese gelangt sind.

## Veröffentlichung
Der Manga erscheint seit Oktober 2018 im Online-Magazin Comic Walker des Verlags Kadokawa Shoten. Dieser bringt die Kapitel seit Juli 2019 auch gesammelt in bisher neun Bänden heraus. Bis 2022 wurden 300.000 Kopien verkauft, einschließlich der digitalen Ausfertigungen. Ende des gleichen Jahres waren es 450.000. Eine englische Übersetzung erscheint bei Yen Press.
Im Januar 2022 wurde angekündigt, dass die Geschichte als Anime-Fernsehserie umgesetzt wird. Die Serie entstand bei Studio C2C. Regie führte Toshiyuki Kubooka und das Drehbuch schrieb Kenta Ihara. Für das Charakterdesign war Yōko Tanabe verantwortlich und die künstlerische Leitung lag bei Asuka Kashimura. Die Tonarbeiten leitete Yuichi Imaizumi und die Kameraführung lag bei Noriyuki Murakami. Die 12 Folgen mit je 23 Minuten Laufzeit wurden vom 8. Januar bis zum 26. März 2023 von den Sendern AT-X, Tokyo MX, Sun Television, KBS Kyoto und BS NTV in Japan ausgestrahlt. International erfolgte parallel eine Veröffentlichung per Streaming auf der Plattform Crunchyroll. Neben Untertiteln auf Englisch wurde auch eine englische Synchronfassung angefertigt.

### Synchronisation
| Rolle    | Japanische Stimme (Seiyū) |
| -------- | ------------------------- |
| Saitou   | Ryohei Kimura             |
| Raelza   | Fairouz Ai                |
| Morlock  | Chō                       |
| Lafanpan | Nao Tōyama                |

### Musik
Die Musik der Serie komponierte Tomotaka Ōsumi. Der Vorspann ist unterlegt mit dem Lied Kaleidoscope von Teary Planet und das Ending ist Hidamari no Saidō (ひだまりの彩度) von Konoco.